# Carcharocles
Carcharocles byl vyhynulý rod žraloka z řádu obrouni (Lamniformes) žijící od pozdního eocénu do pozdního pliocénu. Do rodu je obvykle řazen obří Megalodon (délka 18 až 20 metrů), nicméně někteří paleontologové megalodona řadí do jiných rodů. Někdy je i Carcharocles považován za podrod rodu Otodus.

## Druhy
- C. auriculatus (typový druh), pozdní eocén až pozdní oligocén, před 35–25 miliony let (Jordan 1923)
- C. angustidens, raný oligocén až raný miocén, před 33–22 miliony let (Agassiz 1843)
- C. chubutensis, oligocén až pliocén, 28–5 miliobnů let (Agassiz 1843)
- C. megalodon, raný miocén až pozdní pliocén, 23–2,6 milionů let (Agassiz 1843) (zařazení sporné)